# 永夏子
永 夏子（はる なつこ、1983年8月3日 - ）は、日本の女優である。東京都出身。夫は俳優の小池徹平。

## 略歴
慶應義塾幼稚舎、慶應義塾中等部、慶應義塾女子高等学校、慶應義塾大学文学部人間科学専攻を卒業。2003年ミス慶應最終候補者。
2012年までの6年間、LDHに所属していた。その後、映像制作会社BABEL LABELの俳優部所属を経てフリーランスとなる。
2017年8月3日、本名の「小林夏子」から「永夏子」に改名した。
2018年3月、Office GENEを設立し、女優業のかたわら心理カウンセラー業を始める。民間資格の心理カウンセリングスペシャリストを取得している。

### 私生活
2018年11月8日、俳優の小池徹平との結婚を発表した。2019年9月6日に第1子男児、2021年に第2子男児を出産した。

## 出演

### 舞台
- Amuse・TBS主宰ミュージカル「ふたり」（2004年）
- パルテノン多摩小劇場Festival 出展作品「サヨナラ」（2004年）
- 森永製菓主宰「キョロちゃん夢ファンタジーミュージカル」（2006年）
- THE DISTANCE FROM HERE 〜ここからの距離〜（2007年）
- 楓荘DARY（2008年）
- 広い世界のほとりに（2008年）
- かみひとえ（2009年）
- ラフカット2009 第3話 アンデスの混乱（2009年）
- ばったもん3番勝負「袋のねずみ」（2010年）
- 劇団EXILE JUNCTION #1「Night Ballet」（2010年）
- 2LDK（2010年）
- ストラルドブラグ（2010年）
- FILM STAR（2011年3月・9月）
- コントンクラブ image 4（2011年）
- Noises Off（2011年）
- 帰路（2011年）
- 女の平和（2011年）
- 虹色の輪舞曲〜ロンド・デュ・ラルカンシェル〜（2012年）
- ウサニ（2012年）
- CLOUD NINE（2013年）
- THE LIGHT（2013年）
- 白キ肌ノケモノ（2014年）
- まっ透明なAsoべんきょ〜（2015年、中野ザ・ポケット）
- つぎはぎだらけのヒーローズ（2015年、笹塚ファクトリー）
- レプリカ（2016年、笹塚ファクトリー）
- 青春の門〜放浪篇〜（2016年、SPACE 雑遊）
- ヘナレイデーアゲイン（2016年、SPACE梟門）
- 円盤（2018年、池袋シアターグリーン）
- 背中をみせて（2018年、中野ザ・ポケット）
- 刻め、我ガ肌ニ君ノ息吹ヲ〜THE ORIGIN〜（2018年、新宿スターフィールド）
- 蛇の亜種（2018年、新宿シアターサンモール）

### テレビドラマ
- 名古屋嬢の恋（2006年、東海テレビ）
- 火星から来た蜘蛛の群れとグラマラスエンジェル（2007年9月28日、フジテレビ）
- ハリ系（2007年、日本テレビ）
- ハチミツとクローバー 第4話（2008年1月29日、フジテレビ）
- 1ポンドの福音 第8話（2008年3月1日、日本テレビ）
- 太陽と海の教室 第7話（2008年、フジテレビ） - 野々村美優 役
- 名古屋嬢の恋(2)　肉食系女子 MEETS 草食系男子（2009年9月23日、東海テレビ）
- ビート（2011年、WOWOW）
- 黒い十人の黒木瞳II（2012年、NHK BSプレミアム）
- 天使のナイフ （2015年2月22日 - 3月22日、WOWOW）
- イタズラなKiss2〜Love in TOKYO 第16話（2015年4月6日、フジテレビ）
- OUR HOUSE 第3話（2016年5月1日、フジテレビ）
- BS1スペシャル「幸せなら手をたたこう〜名曲誕生の知られざる物語」（2016年7月31日、NHK BS1）
- 誘拐ミステリー超傑作 法月綸太郎 一の悲劇（2016年9月23日、フジテレビ）
- プリンセスメゾン 第7話（2016年12月6日、NHK BSプレミアム）
- 100万円の女たち 第7話（2017年5月26日、テレビ東京）
- 重要参考人探偵 第5話（2017年11月17日、テレビ朝日）

### WEBドラマ
- ザ・プロローグ ぬくみ〜ず 7（2007年）
- クラッシュオブキングス 五つの掟（2017年）

### CM
- エクセル航空（2008年）
- ユニバーサル・スタジオ・ジャパン（2009年）
- JINROジンロマッコリ（2013年）
- JRA UMAJO（2016年）
- プロミス アプリローン（2017年）
- FUJITEC（2018年）

### 映画
- 恋するナポリタン 〜世界で一番おいしい愛され方〜（2010年9月11日）
- そのうちぼくらは（2011年11月26日） - 主演
- けむりの街の、より善き未来は（2012年6月30日） - ハルカ 役
- あなたがここにいてほしい（2013年6月29日） - 主演
- SHORT MOVIE CRASH / Crash♯1：Return of the bad girl（2013年11月2日） - 主演
- 眠れる美女の限界（2014年3月15日） - 主演
- 幻肢（2014年9月27日）
- 美女捨山（2015年）
- 7s（2015年11月7日） - ナズナ 役
- チェンジ（2016年5月23日）
- サブイボマスク（2016年6月11日） - 町コン参加のキラキラ女子 役
- 幸福のアリバイ〜Picture〜（2016年11月18日）
- 光と血（2017年6月3日） - 染谷マナ役
- スティルライフオブメモリーズ（2018年7月21日） - 山梨県立写真美術館キュレーター・怜 役
- さまよえ記憶　主演　佐藤詩織役
- Birdsong（公開日未定） - 主演